# Звернення до тону
Звернення до тону (також зване тональним аргументом) — це тип ad hominem, спрямований на тон аргументації замість її фактичного чи логічного змісту. Ігноруючи істинність чи хибність твердження, тональний аргумент натомість зосереджується на емоціях, з якими аргументація висловлюється. Це логічна помилка, тому що людина може бути злою, залишаючись при цьому раціональною. Тим не менш, тональний аргумент може бути корисним у відповіді на твердження, яке саме по собі не має раціонального змісту, наприклад, на звернення до емоцій.
До середини 2010-х років у колах громадських активістів США поширена ідея тонального аргументу. Він був широко поширений у коміксі 2015 року, випущеному веб-сайтом Everyday Feminism. Багато активістів стверджували, що проти прихильників фемінізму і прихильників антирасизму регулярно застосовували звернення до тону, критикуючи те, як вони подають свої аргументи, а не розглядаючи самі аргументи.